# Ann Grossman
Pour les articles homonymes, voir Grossman.
Ann Grossman (née le 13 octobre 1970) est une joueuse de tennis américaine, professionnelle du milieu des années 1980 à 1998. Elle est aussi connue sous son nom de femme mariée, Ann Wunderlich.
À trois reprises, elle s'est hissée au 4e tour dans les tournois du Grand Chelem, dont deux à Roland-Garros. Neuf fois aussi, elle a atteint le 3e tour, faisant montre d'une belle régularité.
Pendant sa carrière, elle a parfois battu les meilleures de son époque, parmi lesquelles Gabriela Sabatini, Helena Suková, Conchita Martínez, Mary Joe Fernández, Julie Halard, Zina Garrison ou Martina Navrátilová.
En 1993, elle a disputé deux matchs en Coupe de la Fédération au sein de l'équipe des États-Unis.
Le plus souvent classée parmi les cinquante meilleures mondiales de 1988 à sa retraite sportive, Ann Grossman a joué sept finales WTA en simple, sans pourtant en remporter aucune. Elle compte un titre en double dames à son palmarès : l'Open de Porto Rico gagné en 1993 aux côtés de sa compatriote Debbie Graham.

## Palmarès

### Titre en simple dames
Aucun

### Finales en simple dames
| No | Date       | Nom et lieu du tournoi                         | Catégorie | Dotation  | Surface      | Vainqueure     | Score         |          |
| -- | ---------- | ---------------------------------------------- | --------- | --------- | ------------ | -------------- | ------------- | -------- |
| 1  | 01-08-1988 | Virginia Slims of San Diego, San Diego         | Tier V    | 100 000 $ | Dur (ext.)   | Stephanie Rehe | 6-1, 6-1      | Parcours |
| 2  | 21-05-1990 | Internationaux de Strasbourg, Strasbourg       | Tier IV   | 150 000 $ | Terre (ext.) | Mercedes Paz   | 6-2, 6-3      | Parcours |
| 3  | 28-09-1992 | P&G Open, Taïwan                               | Tier IV   | 100 000 $ | Dur (ext.)   | Shaun Stafford | 6-1, 6-3      | Parcours |
| 4  | 19-04-1993 | Women’s Open, Kuala Lumpur                     | Tier IV   | 100 000 $ | Dur (int.)   | Nicole Provis  | 6-3, 6-2      | Parcours |
| 5  | 26-04-1993 | Indonesian Championships, Jakarta              | Tier IV   | 100 000 $ | Dur (ext.)   | Yayuk Basuki   | 6-4, 6-4      | Parcours |
| 6  | 26-07-1993 | Puerto Rico Open, San Juan                     | Tier IV   | 150 000 $ | Dur (ext.)   | Linda Wild     | 6-3, 5-7, 6-3 | Parcours |
| 7  | 08-08-1994 | Virginia Slims of Los Angeles, Manhattan Beach | Tier II   | 400 000 $ | Dur (ext.)   | Amy Frazier    | 6-1, 6-3      | Parcours |

### Titre en double dames
| No | Date       | Nom et lieu du tournoi    | Catégorie | Dotation  | Surface    | Partenaire    | Finalistes                   | Score         |          |
| -- | ---------- | ------------------------- | --------- | --------- | ---------- | ------------- | ---------------------------- | ------------- | -------- |
| 1  | 26-07-1993 | Puerto Rico Open San Juan | Tier IV   | 150 000 $ | Dur (ext.) | Debbie Graham | Gigi Fernández Rennae Stubbs | 5-7, 7-5, 7-5 | Parcours |

### Finales en double dames
| No | Date       | Nom et lieu du tournoi                   | Catégorie | Dotation  | Surface      | Vainqueures                     | Partenaire    | Score    |          |
| -- | ---------- | ---------------------------------------- | --------- | --------- | ------------ | ------------------------------- | ------------- | -------- | -------- |
| 1  | 29-04-1991 | Trofeo Ilva-Coppa Mantegazza Tarente     | Tier V    | 100 000 $ | Terre (ext.) | Alexia Dechaume Florencia Labat | Laura Golarsa | 6-2, 7-5 | Parcours |
| 2  | 22-02-1993 | Matrix Essentials Evert Cup Indian Wells | Tier II   | 375 000 $ | Dur (ext.)   | Rennae Stubbs Helena Suková     | Patricia Hy   | 6-3, 6-4 | Parcours |

## Parcours en Grand Chelem

### En simple dames
| Année | Open d'Australie | Open d'Australie   | Internationaux de France | Internationaux de France | Wimbledon       | Wimbledon         | US Open         | US Open           |
| ----- | ---------------- | ------------------ | ------------------------ | ------------------------ | --------------- | ----------------- | --------------- | ----------------- |
| 1987  | -                | -                  | -                        | -                        | -               | -                 | 1er tour (1/64) | Raffaella Reggi   |
| 1988  | -                | -                  | -                        | -                        | -               | -                 | 2e tour (1/32)  | Sylvia Hanika     |
| 1989  | 2e tour (1/32)   | Mary Joe Fernández | 4e tour (1/8)            | Helen Kelesi             | 1er tour (1/64) | Judith Wiesner    | 2e tour (1/32)  | Camille Benjamin  |
| 1990  | 1er tour (1/64)  | Manon Bollegraf    | 4e tour (1/8)            | Mary Joe Fernández       | 2e tour (1/32)  | Nathalie Herreman | 3e tour (1/16)  | Barbara Paulus    |
| 1991  | 1er tour (1/64)  | Karine Quentrec    | 3e tour (1/16)           | Tami Whitlinger          | 2e tour (1/32)  | Katerina Maleeva  | 1er tour (1/64) | Jana Novotná      |
| 1992  | -                | -                  | 3e tour (1/16)           | Conchita Martínez        | -               | -                 | 2e tour (1/32)  | Noëlle van Lottum |
| 1993  | 2e tour (1/32)   | Patty Fendick      | 2e tour (1/32)           | Mary Joe Fernández       | 2e tour (1/32)  | Meredith McGrath  | 1er tour (1/64) | Elna Reinach      |
| 1994  | 3e tour (1/16)   | Arantxa Sánchez    | 3e tour (1/16)           | Shaun Stafford           | 3e tour (1/16)  | Yayuk Basuki      | 4e tour (1/8)   | Arantxa Sánchez   |
| 1995  | 1er tour (1/64)  | Patty Fendick      | 2e tour (1/32)           | Julie Halard             | 2e tour (1/32)  | Tami Whitlinger   | 3e tour (1/16)  | Natasha Zvereva   |
| 1996  | 1er tour (1/64)  | Barbara Rittner    | 3e tour (1/16)           | Conchita Martínez        | 1er tour (1/64) | Monica Seles      | 2e tour (1/32)  | Gabriela Sabatini |
| 1997  | 2e tour (1/32)   | Sabine Appelmans   | 3e tour (1/16)           | Iva Majoli               | 1er tour (1/64) | Kristina Brandi   | 1er tour (1/64) | Ai Sugiyama       |
| 1998  | 1er tour (1/64)  | Henrieta Nagyová   | 2e tour (1/32)           | Nathalie Dechy           | -               | -                 | -               | -                 |

À droite du résultat, l’ultime adversaire.

### En double dames
| Année | Open d'Australie              | Open d'Australie          | Internationaux de France     | Internationaux de France  | Wimbledon                     | Wimbledon                   | US Open                       | US Open                    |
| ----- | ----------------------------- | ------------------------- | ---------------------------- | ------------------------- | ----------------------------- | --------------------------- | ----------------------------- | -------------------------- |
| 1988  | -                             | -                         | -                            | -                         | 1er tour (1/32) Masako Yanagi | M. Lindström C. Porwik      | -                             | -                          |
| 1989  | 1er tour (1/32) E. Švíglerová | Elise Burgin Lori McNeil  | 1er tour (1/32) Ann Devries  | Helen Kelesi C. Suire     | -                             | -                           | -                             | -                          |
| 1990  | 1er tour (1/32) Beverly Bowes | Katrina Adams Lori McNeil | 2e tour (1/16) C. Bassett    | S. Cecchini P. Tarabini   | 1er tour (1/32) C. Bassett    | J. Capriati M. McGrath      | 2e tour (1/16) Rennae Stubbs  | M. L. Piatek Wendy White   |
| 1991  | 1er tour (1/32) Amy Frazier   | K. Godridge K. Sharpe     | 1er tour (1/32) A. Kijimuta  | Yayuk Basuki J. Fuchs     | -                             | -                           | 1er tour (1/32) Rennae Stubbs | I. Demongeot C. Martínez   |
| 1992  | -                             | -                         | -                            | -                         | -                             | -                           | 1er tour (1/32) C. Lindqvist  | Elise Burgin M. de Swardt  |
| 1993  | 1er tour (1/32) A. Temesvári  | L. Pleming S. Testud      | 2e tour (1/16) Patricia Hy   | C. Martínez A. Sánchez    | 1er tour (1/32) Patricia Hy   | Hetherington Kathy Rinaldi  | 1er tour (1/32) Patricia Hy   | Yayuk Basuki Nana Miyagi   |
| 1994  | 1/4 de finale J. Richardson   | Patty Fendick M. McGrath  | 2e tour (1/16) Caroline Vis  | G. Fernández N. Zvereva   | 1er tour (1/32) B. Nagelsen   | Julie Halard N. Tauziat     | 1er tour (1/32) Iva Majoli    | Laura Golarsa Caroline Vis |
| 1995  | 1er tour (1/32) Julie Steven  | Sabine Hack L. Pleming    | 1er tour (1/32) L. Courtois  | Likhovtseva C. Singer     | 1er tour (1/32) R. Dragomir   | Radka Bobková M. Koutstaal  | -                             | -                          |
| 1996  | 1er tour (1/32) T. Whitlinger | Lisa Raymond G. Sabatini  | 1er tour (1/32) R. Dragomir  | Yayuk Basuki Caroline Vis | 2e tour (1/16) R. Dragomir    | Jana Novotná A. Sánchez     | 1er tour (1/32) S. Reece      | C. Barclay K. Guse         |
| 1997  | 1er tour (1/32) Nancy Feber   | N. Kijimuta Nana Miyagi   | 1er tour (1/32) K. Habšudová | G. Fernández N. Zvereva   | 1er tour (1/32) K. Habšudová  | Laura Garrone G. Pizzichini | 1er tour (1/32) K. Habšudová  | Lisa McShea A. Wainwright  |
| 1998  | 2e tour (1/16) C. Cristea     | Likhovtseva Ai Sugiyama   | 1er tour (1/32) Rika Hiraki  | M. Hingis Jana Novotná    | -                             | -                           | -                             | -                          |

Sous le résultat, la partenaire ; à droite, l’ultime équipe adverse.

### En double mixte
| Année | Open d'Australie            | Open d'Australie          | Internationaux de France   | Internationaux de France  | Wimbledon                     | Wimbledon                  | US Open                      | US Open                 |
| ----- | --------------------------- | ------------------------- | -------------------------- | ------------------------- | ----------------------------- | -------------------------- | ---------------------------- | ----------------------- |
| 1989  | -                           | -                         | -                          | -                         | -                             | -                          | 1er tour (1/16) Jared Palmer | N. Zvereva P. McEnroe   |
| 1990  | -                           | -                         | -                          | -                         | 1er tour (1/32) Bryan Shelton | J. Richardson Bruce Derlin | -                            | -                       |
| 1993  | -                           | -                         | 3e tour (1/8) Mike Briggs  | E. Maniokova A. Olhovskiy | 1er tour (1/32) David Pate    | E. Smylie J. Fitzgerald    | 1er tour (1/16) Jim Pugh     | E. Smylie J. Fitzgerald |
| 1994  | 2e tour (1/8) Menno Oosting | Hetherington Dave Randall | -                          | -                         | 1er tour (1/32) Mark Knowles  | Patty Fendick J. Stark     | -                            | -                       |
| 1995  | -                           | -                         | 3e tour (1/8) Mark Knowles | L. Neiland M. Woodforde   | -                             | -                          | -                            | -                       |
| 1996  | -                           | -                         | -                          | -                         | 1er tour (1/32) Neil Broad    | R. McQuillan D. Macpherson | -                            | -                       |
| 1997  | -                           | -                         | -                          | -                         | 1er tour (1/32) Wayne Black   | Lisa Raymond P. Galbraith  | -                            | -                       |

Sous le résultat, le partenaire ; à droite, l’ultime équipe adverse.

## Parcours en Coupe de la Fédération
| #                                                                      | Date       | Lieu      | Surface      | Gagnante(s)                | Perdante(s)                          | Score         |          |
|                                                                        |            |           |              |                            |                                      |               |          |
| 1993 - 1er tour (groupe mondial) - États-Unis - Suisse - 3 : 0         |            |           |              |                            |                                      |               |          |
| 1                                                                      | 20/07/1993 | Francfort | Terre (ext.) | Debbie Graham Ann Grossman | Joana Manta Emanuela Zardo           | 6-3, 6-1      | Parcours |
|                                                                        |            |           |              |                            |                                      |               |          |
| 1993 - 1/4 de finale (groupe mondial) - États-Unis - Argentine - 1 : 2 |            |           |              |                            |                                      |               |          |
| 2                                                                      | 22/07/1993 | Francfort | Terre (ext.) | Debbie Graham Ann Grossman | Inés Gorrochategui Patricia Tarabini | 6-3, 3-0, ab. | Parcours |

## Classements WTA en fin de saison

### En simple
| Année | 1987 | 1988 | 1989 | 1990 | 1991 | 1992 | 1993 | 1994 | 1995 | 1996 | 1997 | 1998 |
| Rang  | 378  | 48   | 54   | 50   | 89   | 36   | 35   | 37   | 89   | 72   | 76   | 276  |

Source : (en) « Classements de Ann Grossman », sur le site officiel du WTA Tour

### En double
| Année | 1988 | 1989 | 1990 | 1991 | 1992 | 1993 | 1994 | 1995 | 1996 | 1997 | 1998 |
| Rang  | 224  | 201  | 107  | 140  | 163  | 31   | 100  | 111  | 84   | 89   | 216  |

Source : (en) « Classements de Ann Grossman », sur le site officiel du WTA Tour